# Sheila Taormina
Sheila Christine Taormina (ur. 18 marca 1969), amerykańska pływaczka, triathlonistka i pięcioboistka nowoczesna. Złota medalistka olimpijska z Atlanty.
Brała udział w czterech igrzyskach i startowała w trzech różnych dyscyplinach. Dokonała tego jako pierwsza kobieta w historii. W 1996 sięgnęła po złoto w pływaniu, wspólnie z koleżankami triumfowała w sztafecie 4x200m kraulem. W 2000 i 2004 startowała w triathlonie, za pierwszym razem zajmując szóste miejsce, za drugim dwudzieste trzecie. W 2004 została mistrzynią świata (w zawodach organizowanych przez ITU). W 2008 zajęła 19. miejsce w pięcioboju nowoczesnym.